# Сад (Днепропетровская область)
Сад (укр. Сад) — посёлок, Илларионовский поселковый совет, Синельниковский район, Днепропетровская область, Украина.

## Географическое положение
Посёлок городского типа Сад находится на правом берегу реки Маячка,
выше по течению на расстоянии в 1 км расположено пгт. Илларионово,
ниже по течению на расстоянии в 3 км расположен город Днепр.
Река в этом месте пересыхает.

## История
- Впервые упоминается в 1850—1899 годах.

В ходе Великой Отечественной войны в 1941—1943 селение находилось под немецкой оккупацией.
В 1957 году присвоен статус посёлок городского типа.
В январе 1989 года численность населения составляла 565 человек.
По состоянию на 1 января 2013 года численность населения составляла 477 человек.

## Объекты социальной сферы
- Начальная школа-сад.
- Фельдшерско-акушерский пункт.

## Транспорт
Рядом проходят автомобильные дороги Т-0401, Т-0442 и
железная дорога, станции Платформа 212 км и  Илларионово в 2,5 км.